# U-889
| U-889                      | U-889                                                                      | U-889                                                                      |
| -------------------------- | -------------------------------------------------------------------------- | -------------------------------------------------------------------------- |
|                            |                                                                            |                                                                            |
|                            |                                                                            |                                                                            |
| капітуляція U-889          |                                                                            |                                                                            |
| Під прапором               | Третій рейх                                                                | Третій рейх                                                                |
| Спуск на воду              | 5 квітня 1944 року                                                         | 5 квітня 1944 року                                                         |
| Виведений зі складу флоту  | 10 січня 1946 року                                                         | 10 січня 1946 року                                                         |
| Сучасний статус            | затоплений                                                                 | затоплений                                                                 |
| Проєкт                     |                                                                            |                                                                            |
| Тип ПЧ                     | Дизельний підводний човен типу IX C/40                                     | Дизельний підводний човен типу IX C/40                                     |
| Основні характеристики     |                                                                            |                                                                            |
| Швидкість (надводна)       | 19 вузлів                                                                  | 19 вузлів                                                                  |
| Швидкість (підводна)       | 7,3 вузлів                                                                 | 7,3 вузлів                                                                 |
| Гранична глибина занурення | 230 м                                                                      | 230 м                                                                      |
| Екіпаж                     | 48 осіб                                                                    | 48 осіб                                                                    |
| Розміри                    |                                                                            |                                                                            |
| Довжина найбільша (по КВЛ) | 76,8 м                                                                     | 76,8 м                                                                     |
| Ширина корпусу найб.       | 6,9 м                                                                      | 6,9 м                                                                      |
| Висота                     | 9,6м                                                                       | 9,6м                                                                       |
| Середня осадка (по КВЛ)    | 4,7 м                                                                      | 4,7 м                                                                      |
| Водотоннажність надводна   | 1144 т                                                                     | 1144 т                                                                     |
| Озброєння                  |                                                                            |                                                                            |
| Артилерія                  | 1 × 88-мм палубна гармата SK C/32                                          | 1 × 88-мм палубна гармата SK C/32                                          |
| Торпедно- мінне озброєння  | 4 носових і два кормових ТА. 22 торпеди або 44 міни TMA чи 66 TMB          | 4 носових і два кормових ТА. 22 торпеди або 44 міни TMA чи 66 TMB          |
| ППО                        | 1 × 37-мм зенітна гармата SKC/30 2 (1 × 2) × 20-мм зенітні гармати FlaK 30 | 1 × 37-мм зенітна гармата SKC/30 2 (1 × 2) × 20-мм зенітні гармати FlaK 30 |

 U-889  — німецький підводний човен типу IX C/40, часів Другої світової війни. Замовлення на будівництво субмарини було віддано 2 квітня 1942 року. Човен був закладений 13 вересня 1943 року на верфі суднобудівної компанії AG Weser, Бремен, під будівельним номером 1097, спущений на воду 5 квітня 1944 року, 4 серпня 1944 року увійшов до складу навчальної 4-ї флотилії. 15 березня 1945 року увійшов до складу 33-ї флотилії. Єдиним командиром човна був капітан-лейтенант Фрідріх Бройкер.
Човен здійснив один бойовий похід, успіхів не досяг. Здався союзникам 15 травня 1945 року в Шельбурні, в районі з координатами 43°32′ пн. ш. 65°12′ зх. д. / 43.533° пн. ш. 65.200° зх. д.. Переведений до Галіфаксу. 10 січня 1946 року переданий флоту США. Потоплений наприкінці 1947 року після використання при випробуваннях торпед неподалік від Нової Англії.